# Sankh
Sankh és un riu de Jharkhand que neix al districte de Lohardaga i després d'un curs de 193 km primer en direcció sud-oest i després sud-est, desaigua al riu Koel del Sud (South Koel). El riu unit agafa el nom de Brahmani, i creua Orissa.
El lloc de la unió entre el Koel del Sud i el Sankh és el suposat punt on es desenvolupà l'escena d'amor entre el savi Parasnarama i la filla del pescador Matsya Gandha, la descendència dels quals fou Vyasa, el suposat compilador dels vedes i el Mahabharata.